# 馬の博物館
馬の博物館（うまのはくぶつかん）は、神奈川県横浜市中区の根岸競馬記念公苑（根岸森林公園）の敷地内にある、競馬・馬事文化の関連資料を展示した博物館。

## 概要
1977年にJRAにより開館。日本で初めての近代洋式競馬が行われ、1866年に誕生した横浜競馬場（根岸競馬場）を記念して建てられ、この施設では横浜競馬場の関係資料や、競馬競走の成り立ち、馬と人間の文化関係、馬の体の仕組みや習性などを収蔵資料や模型などで多角的に紹介する。また定期的に特別展示も行われている。特別展示のテーマは「横浜開港と馬文化展」（昭和53年度）、「日本の鞍展」（昭和53年度）、「馬頭観音展」（昭和57年度）、「古代文化・馬形の謎展」（昭和61年度）などである。
2024年1月28日をもって根岸競馬記念公苑のリニューアル工事に伴う収蔵物の整理・移動により長期休館している。また、ポニーセンターも同年12月27日をもって休業となった。2029年の再開を予定している。

## 営業内容

シンザン像

- 運営 公益財団法人馬事文化財団（日本中央競馬会外郭団体）
- 開館時間 10時から16時30分（入館は16時まで）
- 休館日 原則毎週月曜日。ただし祝日・振替休日となる場合は開館。その他4月1日の創立記念日、年末年始や施設の点検整備に伴う臨時休館日あり
- 入場料 大人100円、子供（高校生以下）30円。なお20名以上の団体入場の場合は1人当たりの入場料が半額となる（特別展実施の場合は変更あり）
- 博物館の他に、ポニーセンターが併設されていて、厩舎では、現在10頭の馬が飼育されている。
- 所蔵品のうち、室町時代の「張良図沈金鞍」（ちょうりょうずちんきんくら）は国の重要文化財に指定[4][注釈 1]。

## ポニーセンター在籍馬
- マイネルネオス（サラブレッド）
- 他
- 過去には、トウショウファルコ（サラブレッド、2005年死去）、マイネルキッツ（サラブレッド、2023年うらかわ優駿ビレッジAERUへ移動）が在籍していた

## 交通アクセス
- 横浜市営バス：「滝之上バス停」下車。
  - 根岸駅、桜木町駅、石川町駅、日本大通り駅から21号系統
  - 横浜駅東口、日ノ出町駅、伊勢佐木長者町駅から103号系統
- JR根岸線：山手駅、根岸駅から徒歩20分。

## 関連施設
- JRA競馬博物館（東京競馬場）
- 牛の博物館 - 過去に、牛の博物館と馬の博物館が共催で企画展を開いたことがある[5]。